# پرودروم
پرودروم یا علامت اولیه بیماری (به انگلیسی: Prodrome) علامت یا مجموعه‌ای از علائم و نشانه‌ها بوده که اغلب نشان دهنده شروع یک بیماری قبل از ایجاد علائم و نشانه‌های خاص تشخیصی است. این کلمه از کلمه یونانی prodromos به معنای «قبل از رخ‌داد» گرفته شده‌است. پرودروم‌ها ممکن است علائم غیر اختصاصی یا در موارد معدودی به وضوح نشان دهنده یک بیماری خاص مانند هاله میگرن پرودرومال باشند.
به عنوان مثال، تب، کسالت، بیمارگونگی، سردرد و بی اشتهایی اغلب در پرودروم بسیاری از اختلالات عفونی رخ می‌دهد. یک پرودروم می‌تواند پیش‌درآمد اولیه یک مرحله از یک اختلال عصبی مزمن مانند سردرد میگرنی یا حمله صرع باشد، که در آن علائم پرودروم به صورت سرخوشی یا سایر تغییرات در خلق و خو، بی‌خوابی، احساسات شکمی، بی‌تفاوتی، آفازی یا حساسیت به نور نمود می‌کنند.
به مرحله ای از یک بیماری یا اتفاق که علائم اولیه در آن رخ می‌دهد مرحله «پرودرومال» یا «پیش‌درآمد» می‌گویند؛ برای مثال مرحله پرودرومالِ زایمان مرحله ای است که علائم اولیه قبل از زایمان بروز می‌کند.

## در سلامت روان
پرودروم دوره‌ای است که در طی آن فرد برخی علائم یا تغییرات را در وضعیت روانی خود تجربه می‌کند که می‌تواند نشانه شروع قریب‌الوقوع یک اختلال سلامت روان باشد. مرحله ساب سندرمی یا ناهنجاری‌های اولیه در رفتار، خلق و شناخت در افراد در واقع به مرحله پرودروم بیماری روانی اشاره دارد که در ابتدای بیماری بروز می‌کند. تشخیص زودهنگام پرودروم می‌تواند فرصتی برای انجام سریع مداخلات اولیه مناسب و به تأخیر انداختن یا کاهش شدت علائم بعدی به وجود آورد.

### اسکیزوفرنی
اسکیزوفرنی اولین اختلالی بود که مرحله پرودرومال برای آن توصیف شد. افرادی که به اسکیزوفرنی مبتلا می‌شوند معمولاً علائم منفی غیر اختصاصی مانند افسردگی، اضطراب و انزوای اجتماعی را تجربه می‌کنند. این اغلب با ظهور علائم مثبت ضعیف مانند مشکلات ارتباطی، ادراک و افکار غیرعادی، که می‌تواند تا سطح روان پریشی نیز تشدید شود، به دنبال دارد. نزدیک به شروع روان پریشی، افراد اغلب علائم جدی تری مانند افکار غیرعادی قبل از هذیان، ناهنجاری‌های ادراکی پیش از هالوسه یا اختلالات گفتاری پیش از خیال را نشان می‌دهند. با شدیدتر شدن علائم مثبت، در ترکیب با علائم منفی، که ممکن است زودتر شروع شده باشد، فرد معیارهای تشخیصی اسکیزوفرنی را برآورده می‌کند. اگرچه اکثر افرادی که برخی از علائم اسکیزوفرنی را تجربه می‌کنند هرگز معیارهای تشخیصی کامل را ندارند اما تقریباً ۲۰ تا ۴۰٪ در نهایت مبتلا به اسکیزوفرنی تشخیص داده می‌شوند.

#### مدت زمان
مرحله پرودرومال در اسکیزوفرنی می‌تواند از چند هفته تا چند سال طول بکشد و اختلالات همراه مانند، اختلال افسردگی اساسی، در این دوره شایع هستند.

#### شناسایی/ارزیابی
ابزارهای غربالگری بیماری عبارتند از مقیاس علائم پیشرونده و غربال گری PROD است.
علائم و نشانه‌های پیشروی اسکیزوفرنی را می‌توان با استفاده از پرسشنامه‌های استاندارد به‌طور کامل ارزیابی کرد؛ به عنوان مثال، مصاحبه ساختاریافته برای سندروم‌های پرودرومال، و ارزیابی جامع حالات روانی در معرض خطر (CAARMS) روش‌های معتبر و قابل اعتمادی برای شناسایی افرادی هستند که احتمالاً ابتلا به پرودروم اسکیزوفرنی یا روان پریشی را بررسی می‌کنند.
تلاش‌های تحقیقاتی برای توسعه ابزارهایی برای تشخیص زودهنگام افراد در معرض خطر ابتلا نیز وجود دارد. این تحقیقات شامل توسعه دستگاه‌های محاسبه کننده ریسک ابتلا و روش‌هایی برای غربالگری جمعیت در مقیاس بزرگ است.

#### مداخلات پزشکی
اگرچه همه افرادی که علائم منطبق با پرودروم بیماری را تجربه می‌کنند به اسکیزوفرنی مبتلا نمی‌شوند اما توصیف پرودروم اسکیزوفرنی در ترویج مداخله زودهنگام مفید بوده‌است. کارآزمایی‌های تصادفی‌سازی و کنترل‌شده نشان می‌دهند که مداخله با دارو یا روان‌درمانی می‌تواند نتایج را بهبود بخشد. مداخلات دارای شواهد اثربخشی شامل داروهای ضد روان پریشی و ضد افسردگی است که می‌تواند ایجاد روان پریشی را به تأخیر بیندازد و علائم را بهبود بخشد؛ هرچند مصرف طولانی مدت داروهای ضد روان پریشی با عوارض جانبی از جمله دیسکینزی دیررس (اختلال حرکتی عصبی غیرقابل برگشت) همراه است. روان درمانی برای افراد و خانواده‌ها ممکن است برای بهبود شرایط بیماری مفید باشد. به‌طور خاص درمان شناختی رفتاری (CBT) به بهبود استراتژی‌های مقابله ای برای کاهش علائم روان پریشی مثبت کمک می‌کند. علاوه بر این موارد فوق، مکمل‌های روغن ماهی امگا ۳ نیز می‌تواند به کاهش علائم پرودرومال کمک کنند. دستورالعمل‌های کنونی نشان می‌دهند که افرادی که در خطر ابتلا به اسکیزوفرنی هستند، باید حداقل یک تا دو سال در حین دریافت روان‌درمانی و دارو، در صورت لزوم، برای درمان علائم خود تحت نظر باشند.

## در اختلالات عصبی

### بیماری‌های عصبی
چندین بیماری نورودژنراتیو دارای فاز پرودرومال هستند. اختلالات اولیه در رفتار، شخصیت و زبان ممکن است در بیماری آلزایمر شناسایی شود. در زوال عقل با اجسام لویی (DLB)، مجموعه ای قابل شناسایی از علائم و نشانه‌های اولیه وجود دارد که می‌تواند ۱۵ سال یا بیشتر، قبل از ایجاد دمانس ظاهر شود. اولین علائم این بیماری عبارتند از یبوست و سرگیجه ناشی از اختلال عملکرد اتونوم، هیپوسمی (کاهش توانایی بویایی)، توهمات بینایی و اختلال رفتاری خواب REM که ممکن است سالها یا دهه‌ها قبل از علائم دیگر ظاهر شوند. در بیماری پارکینسون از دست دادن حس بویایی ممکن است به تشخیص زودهنگام کمک کند. ام‌اس نیز در مواردی دارای مرحله پرودرومال است.

### میگرن
مرحله پیش‌درآمد میگرن همیشه وجود ندارد و از فردی به فرد دیگر متفاوت است، اما می‌تواند شامل اختلالات بینایی مانند مشاهده نور شدید همراه با کاهش بینایی، تغییر خلق و خو، کج‌خلقی، افسردگی، سرخوشی، خستگی، خمیازه کشیدن، خواب‌آلودگی بیش از حد، میل شدید به غذای خاص (به عنوان مثال شکلات) سفتی عضلانی (به ویژه در گردن)، داغ بودن گوشها، یبوست یا اسهال، پرادراری و سایر علائم احشایی باشد.